# 374
| [ Edytuj tabelę ] |                                          |
| Władca Guptów     | - 330 Samudragupta 375                   |
| Władca Korei      | - 371 Sosurim 384                        |
| Papież            | - 366 Damazy I 384                       |
| Król Persji       | - 309 Szapur II 379                      |
| Cesarz Rzymu      | - 364 Walentynian I 375 - 364 Walens 378 |
| Król Wandalów     | - 359 Godigisel 406                      |

Rok 374 / CCCLXXIV
stulecia: III wiek ~
IV wiek ~
V wiek

lata: 364 «
369 «
370 «
371 «
372 «
373 «
374
» 375
» 376
» 377
» 378
» 379
» 384

## Wydarzenia
- 7 grudnia – święty Ambroży został biskupem Mediolanu.
- Alanowie poddali się Hunom.

## Urodzili się
- Kwanggaet’o Wielki, koreański władca (zm. 413)
- Sengzhao, chiński mnich buddyjski (zm. 414)

## Zdarzenia astronomiczne
- Widoczna kometa Halleya.